# Opéra (édifice)
Pour les articles homonymes, voir Opéra (homonymie).

Opéra.

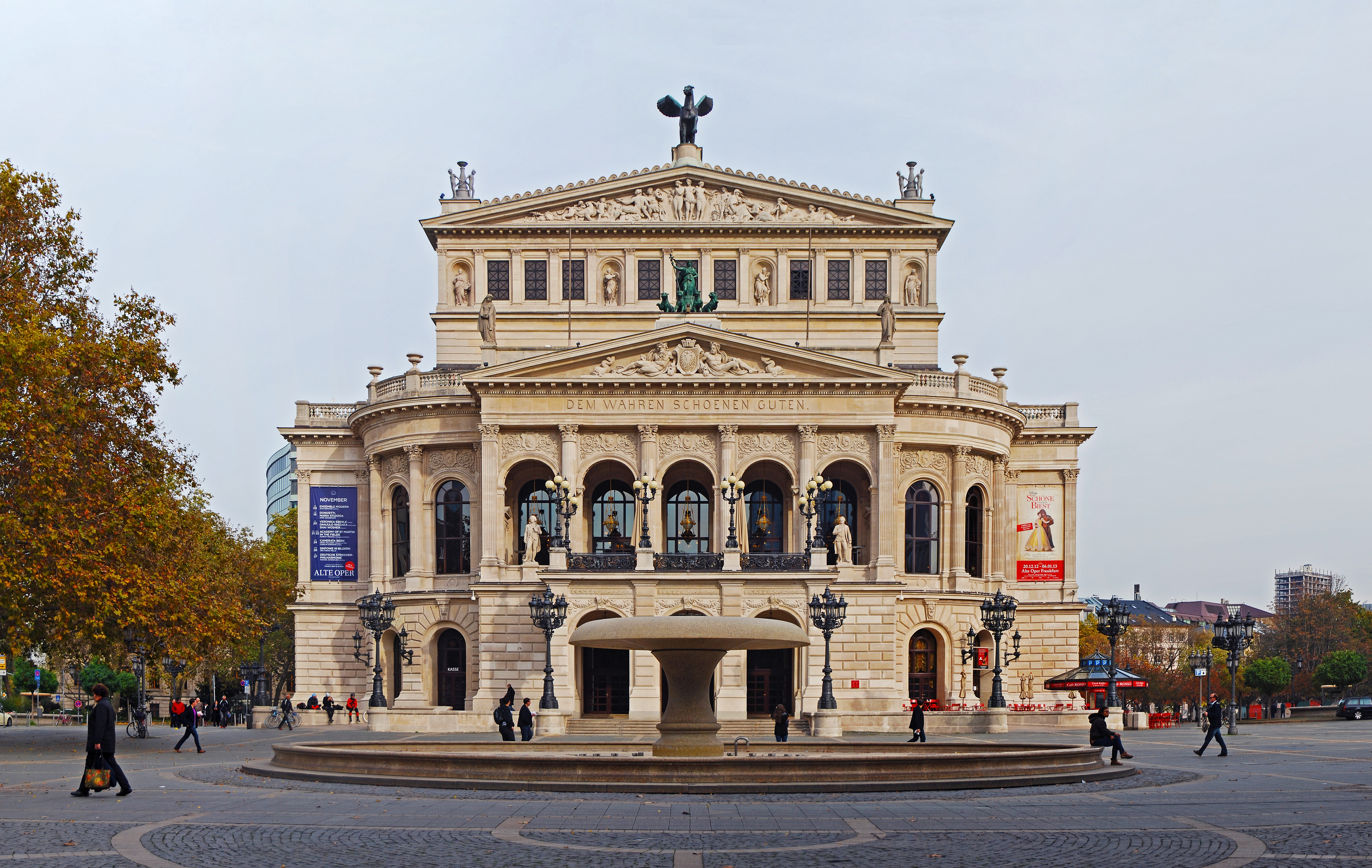
Le vieil opéra de Francfort (construit en 1880).

Un opéra est un édifice conçu dans l'objectif d'y représenter des œuvres lyriques. Comme nombre de théâtres, il est constitué d'un bâtiment abritant une scène, une fosse d'orchestre, une salle, des coulisses, des ateliers de confection des costumes et de construction des décors et des bureaux destinés à l'administration de l'institution qu'il abrite. Il trouve sa spécificité et son appellation au XIXe siècle où il est complété par un foyer destiné aux mélomanes pour être à nouveau plus largement intégré à la fin du XXe siècle dans des structures de type centre culturel ouvertes à tous les arts du spectacle.

## Histoire

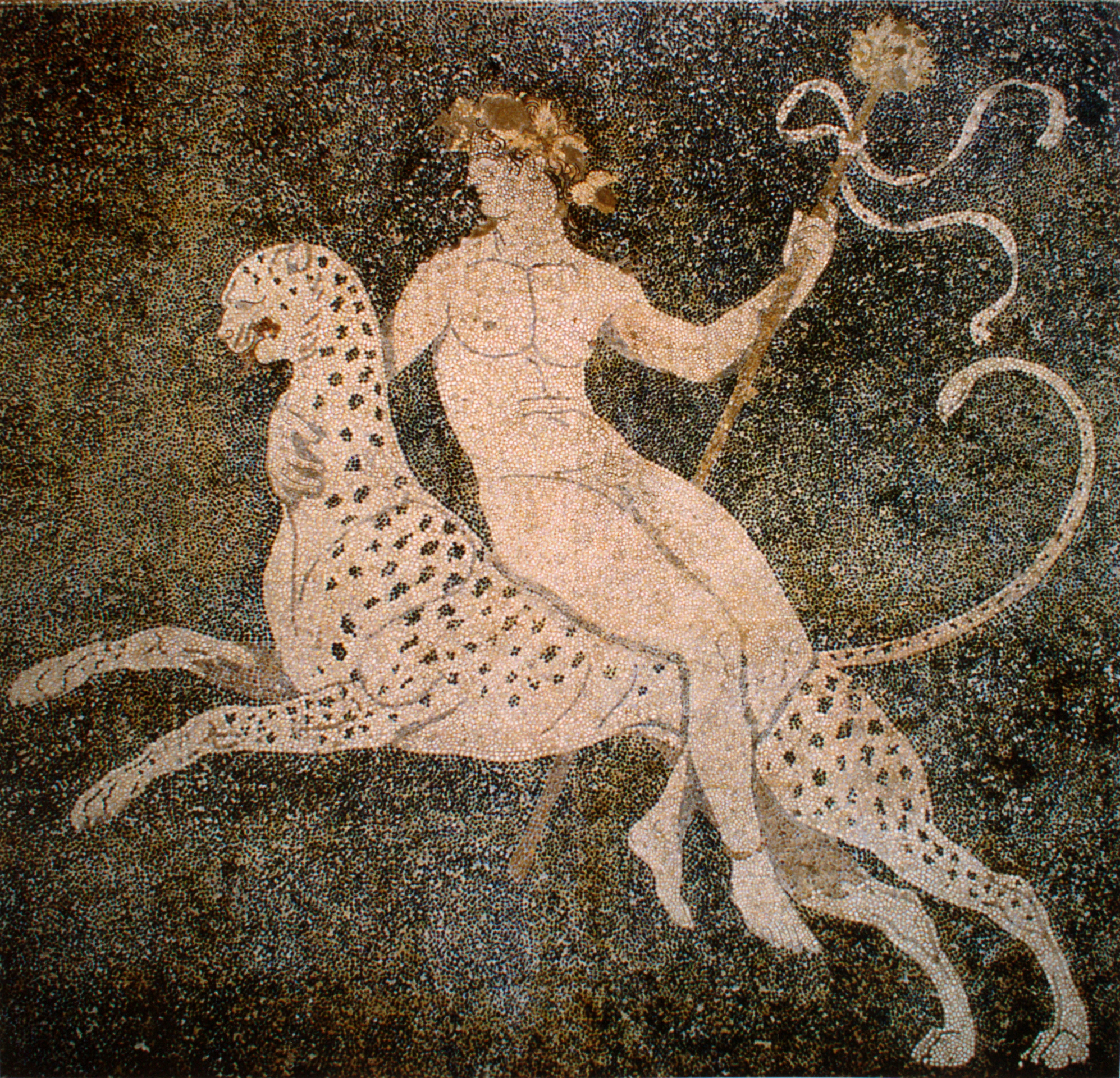
Dionysos, dieu de la tragédie.

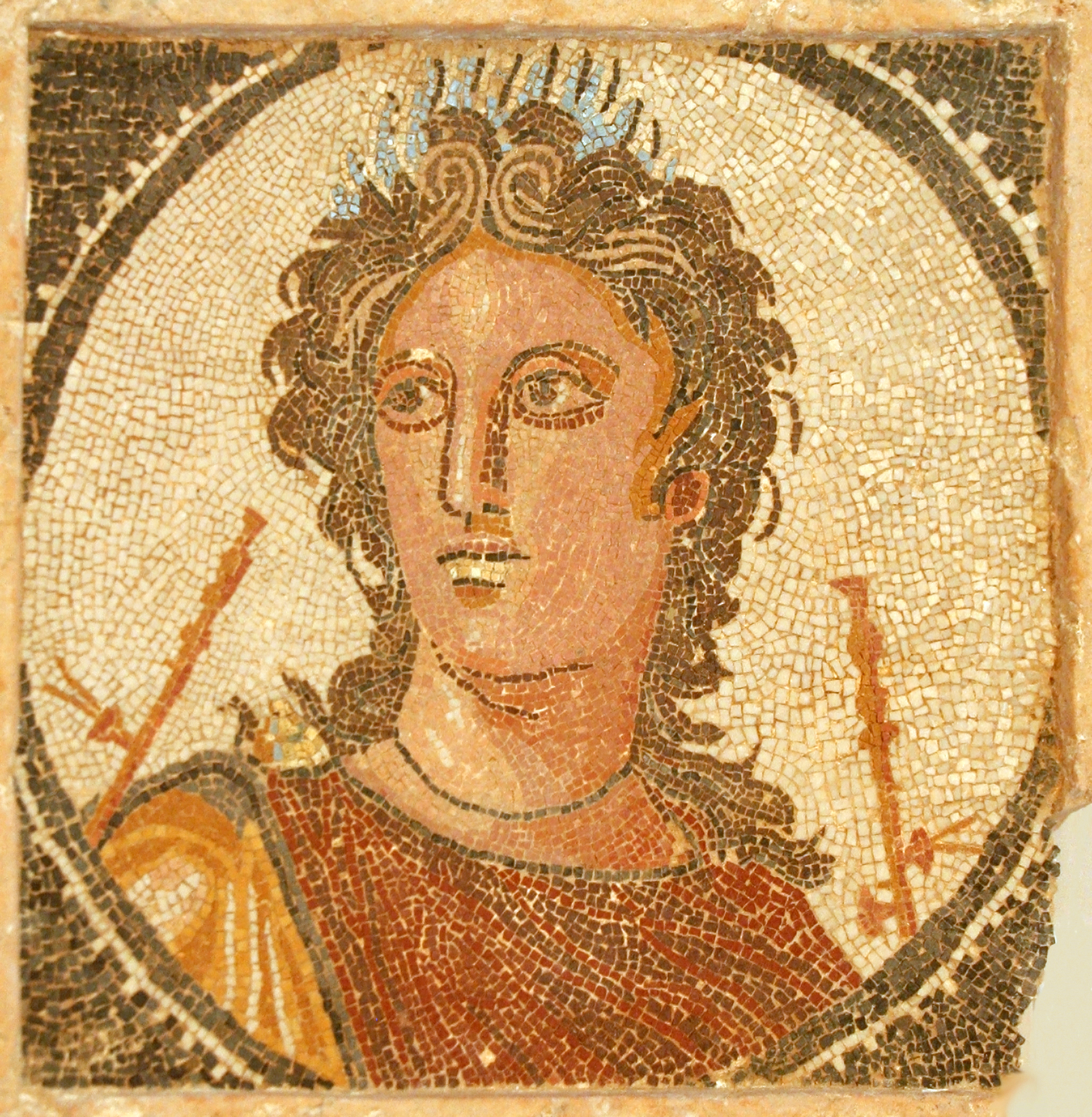
Euterpe muse de la musique.

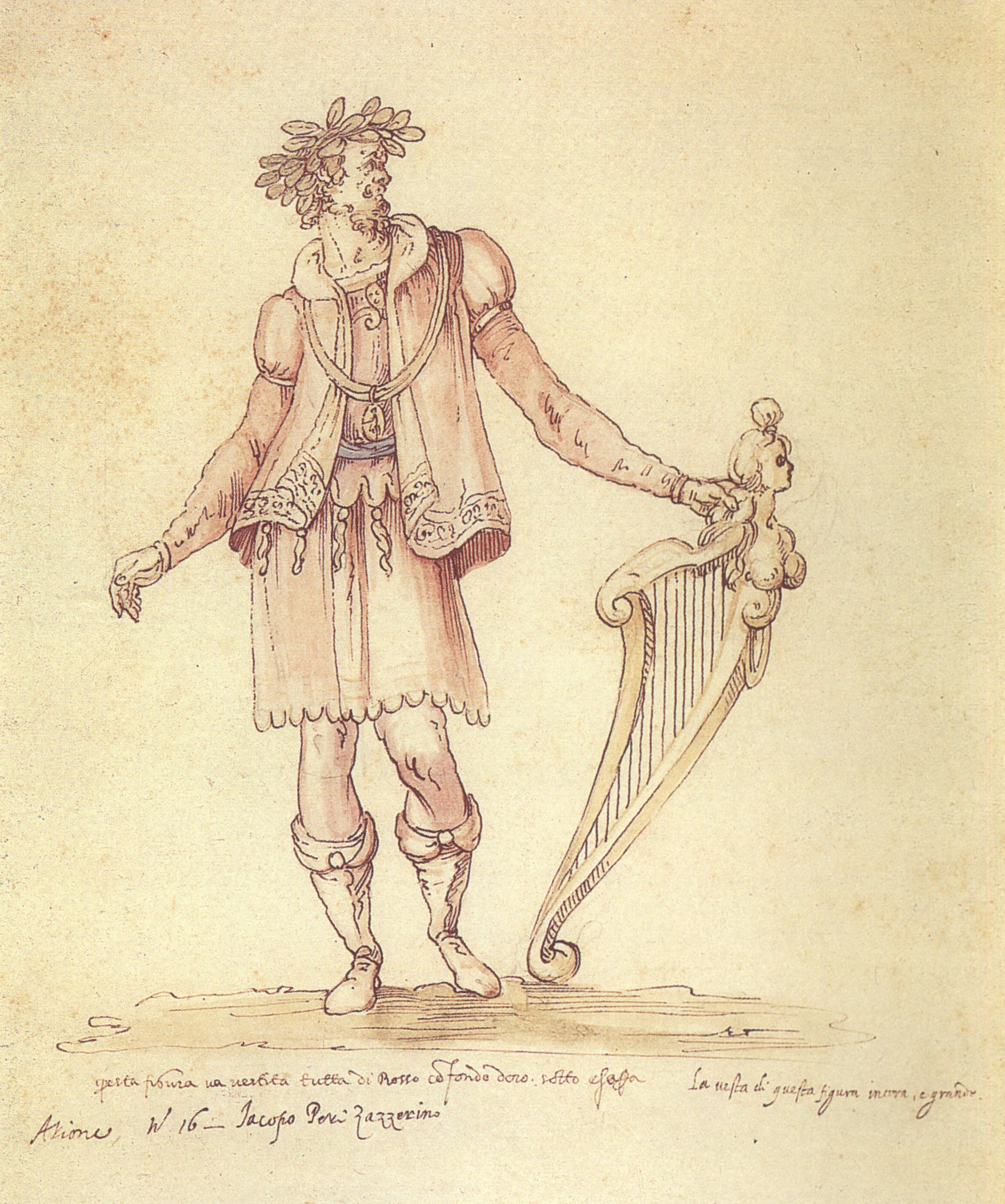
Jacopo Peri dans le costume d'Arion dans le 5e intermède de La Pellegrina donnée au Palais Pitti le 2 mai 1589.

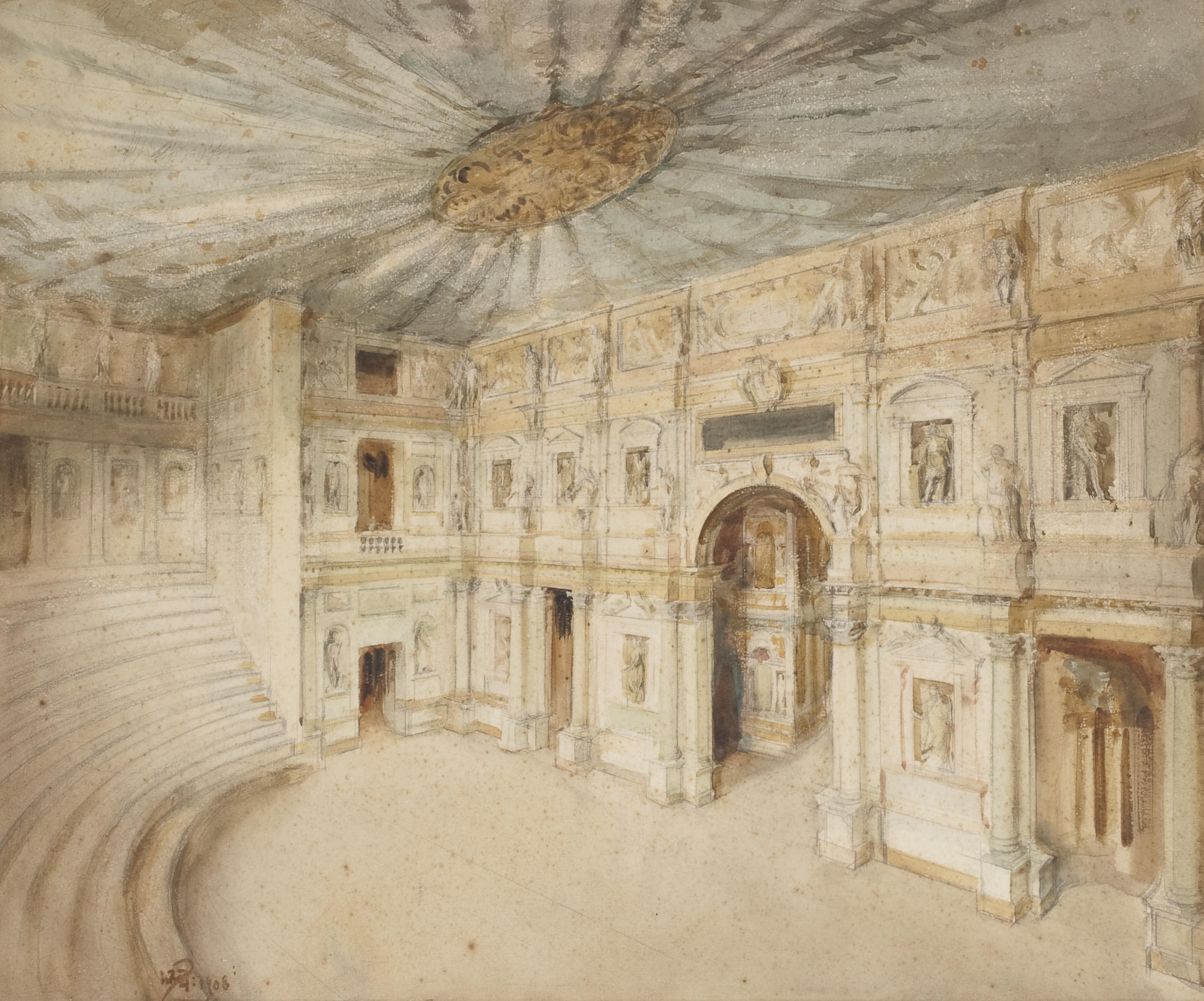
Le Teatro Olimpico de Palladio où résonnèrent les chœurs de Gabrieli en 1585.

« Les anciens architectes ayant étudié la nature de la voix et la nature du geste, et considérant comment elle s'élève en l'air par degrés, ont réglé en conséquence l'élévation que doivent avoir les degrés du théâtre, et suivant la proportion canonique des mathématiciens et la proportion musicale, ils ont fait en sorte que tout ce qui serait prononcé sur la scène parvînt aux oreilles de tous les spectateurs d'une manière claire et agréable. De même que l'on est parvenu à faire rendre aux instruments à vent, faits d'airain ou de corne, des sons parfaitement d'accord avec ceux des instruments à corde, de même avec le secours de l'harmonie, les anciens ont trouvé le moyen d'augmenter le son de la voix dans les théâtres. »

— Vitruve, De architectura, Livre V, Chapitre III « Comment il faut bâtir le théâtre pour qu'il soit sain »

### Antiquité gréco-romaine
S'appuyant sur le système musical d'Aristoxène et rendant hommage aux architectes du théâtre grec antique, Vitruve décrit, au Ier siècle av. J.-C., dans son traité De architectura, l'acoustique idéale des théâtres. Il explique l'emploi de vases d'airain que Mummius avait apportés à Rome après avoir fait abattre le théâtre de Corinthe et tels qu'ils furent probablement mis en œuvre dans le Théâtre de Pompée. Les théâtres en bois étant naturellement sonores, ces vases, placés entre les sièges sur les gradins, servaient de résonateurs dans les édifices en pierre : « Au moyen de cette disposition, la voix, qui viendra de la scène comme d'un centre, s'étendra en rond, frappera dans les cavités des vases, et en sera rendue plus forte et plus claire, selon le rapport de consonances qu'elle aura avec quelqu'un de ces vases. ». L'odéon construit par Périclès à proximité du Théâtre de Dionysos à Athènes était, selon la Souda, destiné à la répétition de la musique qui devait être chantée dans le grand théâtre ou, selon Plutarque, à l'audition par le jury des musiciens concourant pour le prix.
Les théâtres antiques réunissent les conditions idéales mais l'heure n'est pas encore à l'opéra : il s'agit de rendre leur culte aux divinités et non de vénérer les muses. Le propos est religieux, il est accompagné de chant et de musique instrumentale. Le culte est public et le public est constitué de citoyens aussi bien que des autres catégories de la population. Quatre siècles plus tard, l'Église a abandonné les spectacles tels qu'ils étaient pratiqués dans l'Antiquité. Les histrions, représentatifs de la civilisation gréco-romaine, disparaissent peu à peu.

### Moyen-Âge
Le Moyen Âge délaisse les théâtres antiques, qui subsistent sous la forme de gigantesques carrières de pierres, comme beaucoup d'autres bâtiments antiques, publics ou privés. La musique a toujours sa place dans les cultes. Elle continue à rassembler le public mais son contenu est entièrement renouvelé. Le Jeu de Daniel est une pièce de théâtre chantée, caractéristique de la renaissance médiévale du XIIe siècle. Le sujet, tiré du Livre de Daniel, intégré à la Bible, traite de la captivité d'Israël à Babylone. Ce sont les étudiants de l'École épiscopale de Beauvais qui en ont été les auteurs et les acteurs. Au XVe siècle, le théâtre chanté à caractère religieux trouvera une place de choix dans les mystères joués sur le parvis des cathédrales. Comme auparavant, ils traitent de sujets sacrés mais il ne s'agit pas de culte proprement dit. Le théâtre musical profane existe aussi, mais a un aspect plus populaire et plus intime (cf., par exemple, le Jeu de Robin et Marion, d'Adam de la Halle, au XIIIe siècle).

### Période baroque
Au début du XVIIe siècle,en Italie, le chant se renouvelle une fois encore, avec l'apparition de l'art baroque à l'apogée de la Renaissance. Les tentatives pour retrouver la tragédie antique donnent naissance à une forme musicale entièrement nouvelle, en réalité assez éloignée de ce qui avait servi de modèle (pour une raison simple : le langage musical avait considérablement évolué et on n'avait guère conservé les partitions anciennes). Ce mouvement et ces recherches sont animés, en particulier, par la camerata fiorentina du comte Bardi, et théorisés par un de ses membres, Vincenzo Galilei, le père de l'astronome. Ces travaux donneront naissance à la tragédie en musique, qu'on appellera un peu plus tard l'opéra. Cette forme, uniquement profane, se développe d'abord sans des lieux privés, aristocratiques, avant de susciter des bâtiments publics qui lui seront dédiés : ce seront les teatri dell'opera.
L'opéra à caractère religieux (musicalement tout aussi élaboré mais représenté de manière plus simple) est né lui aussi dès le début du XVIIe siècle, à la Congrégation de l'Oratoire à Rome, et prit le nom d'oratorio.
Lorsqu'est construit le premier opéra public, le Teatro San Cassiano, en 1637 à Venise, l'art lyrique est essentiellement un divertissement des cours princières. L'opéra, qui ne dit pas encore son nom, apparaît en filigrane bien avant cette date dans les spectacles donnés lors de fabuleuses fêtes organisées à l'intérieur des palais de la péninsule : 
- au Palazzo Vecchio de Florence aménagé par Giorgio Vasari pour La Cofanaria, comédie de Francesco d'Ambra donnée dans la Gran Salle delle commedie du Teatro di corte aux Offices, avec des intermèdes de Giovan Battista Cini mis en musique par Francesco Corteccia et Alessandro Striggio, pour les noces de François Ier de Médicis et Jeanne d'Autriche, le 25 décembre 1565[7] ;
- au Palais ducal de Pesaro (it) pour l'Aminta, pastorale dramatique du Tasse donnée devant la cour du duché d'Urbino avec des chœurs et des intermèdes musicaux sur la commande de Lucrezia d'Este, amie du poète, en 1574[8] ;
- au Palais Pitti de Florence pour un spectacle total sur un thème mythologique, dont la musique est composée par Alessandro Striggio, Piero Strozzi (en) et Claudio Merulo, et les airs chantés par Giulio Caccini, donné à l'occasion du remariage de François de Médicis avec Bianca Capello en 1579 ; pour La Pellegrina, pièce de théâtre de Girolamo Bargagli, donnée dans le salone grande aménagé par Bernardo Buontalenti, complétée par des intermèdes musicaux de Cristofano Malvezzi, Antonio Archilei, Emilio de Cavalieri, Luca Marenzio, Giulio Caccini, Giovanni de' Bardi et Jacopo Peri, à l'occasion des festivités organisées pour le mariage de Ferdinand Ier de Médicis et Christine de Lorraine, le 2 mai 1589[9]; pour l' Euridice, favola drammatica de Jacopo Peri coécrite avec Giulio Caccini sur un livret d'Ottavio Rinuccini et considérée comme le premier opéra, donnée à l'occasion du mariage de Marie de Médicis et d'Henri IV de France, le 6 octobre 1600[10] et pour celle de Caccini donnée le 5 décembre 1602[11];
- au Palais Corsi (it) de Florence pour Dafné (it), favola pastorale in musica de Jacopo Peri sur un livret d'Ottavio Rinuccini, parfois considérée, avant l' Euridice, comme le premier opéra, et donnée pour un petit cercle d'érudits par Jacopo Corsi, musicien et mécène proche de la Camerata de' Bardi, le 26 décembre 1598[12].
- au Palais ducal de Mantoue pour L'Orfeo, favola pastorale in musica de Claudio Monteverdi sur un livret d'Alessandro Striggio d'après la Favola di Orfeo d'Angelo Poliziano, donnée dans la Galleria dei Fiumi du Teatro di Corte pour l'Accademia degli Invaghiti (it) le 24 février 1607[13].
- au Palais de la Pilotta de Parme pour Mercurio et Marte « tournoi royal » sur un texte de Claudio Achillini et des intermèdes musicaux de Claudio Monteverdi, donné au Théâtre Farnèse construit par Giovan Battista Aleotti et inauguré à l'occasion du mariage d'Édouard Ier Farnèse et de Marguerite de Médicis le 21 décembre 1628[14].

La musique vocale, qui n'est pas encore d'opéra, résonne aussi dans les théâtres publics comme l'Olimpico, bâti à Vicence par Andrea Palladio pour l' Accademia olimpica selon les préceptes de Vitruve, et où les chœurs d'Andrea Gabrieli viennent s'insérer dans la représentation d'Œdipe roi de Sophocle donnée pour l'inauguration le 3 mars 1585. Et le premier des oratorios, La Rappresentatione di anima e di corpo d'Emilio de' Cavalieri est donné sous la forme d'un opéra sacré mis en scène dans les murs de l'ancien oratoire de la Vallicella à Rome, siège de la congrégation des oratoriens, en février 1600.
L'Italie, où l'opéra connaît une grande popularité, voit se construire en suivant de nombreuses scènes grâce à de généreux mécènes. À l'époque d'Henry Purcell, il n'existait pas d'opéra à Londres. En Allemagne, le premier opéra est construit à Hambourg en 1678. Les premiers opéras des États-Unis sont utilisés pour différentes fonctions, art lyrique et autres événements musicaux mais aussi danses traditionnelles, représentations théâtrales, foires et vaudevilles.
Aux XVIIe et XVIIIe siècles, la construction des opéras est souvent financée par les princes et les personnes fortunées qui assoient leur prestige ou leur position sociale et affirment leurs ambitions politiques par des actions de mécénat. Avec la montée de la bourgeoisie au XIXe siècle, le mécénat aristocratique fait place à un système de soutien public. Dans les années 2000, le financement de la culture et donc des opéras s'oriente vers un mélange de subventions institutionnelles, de recettes propres et de dons privés.

## Caractéristiques

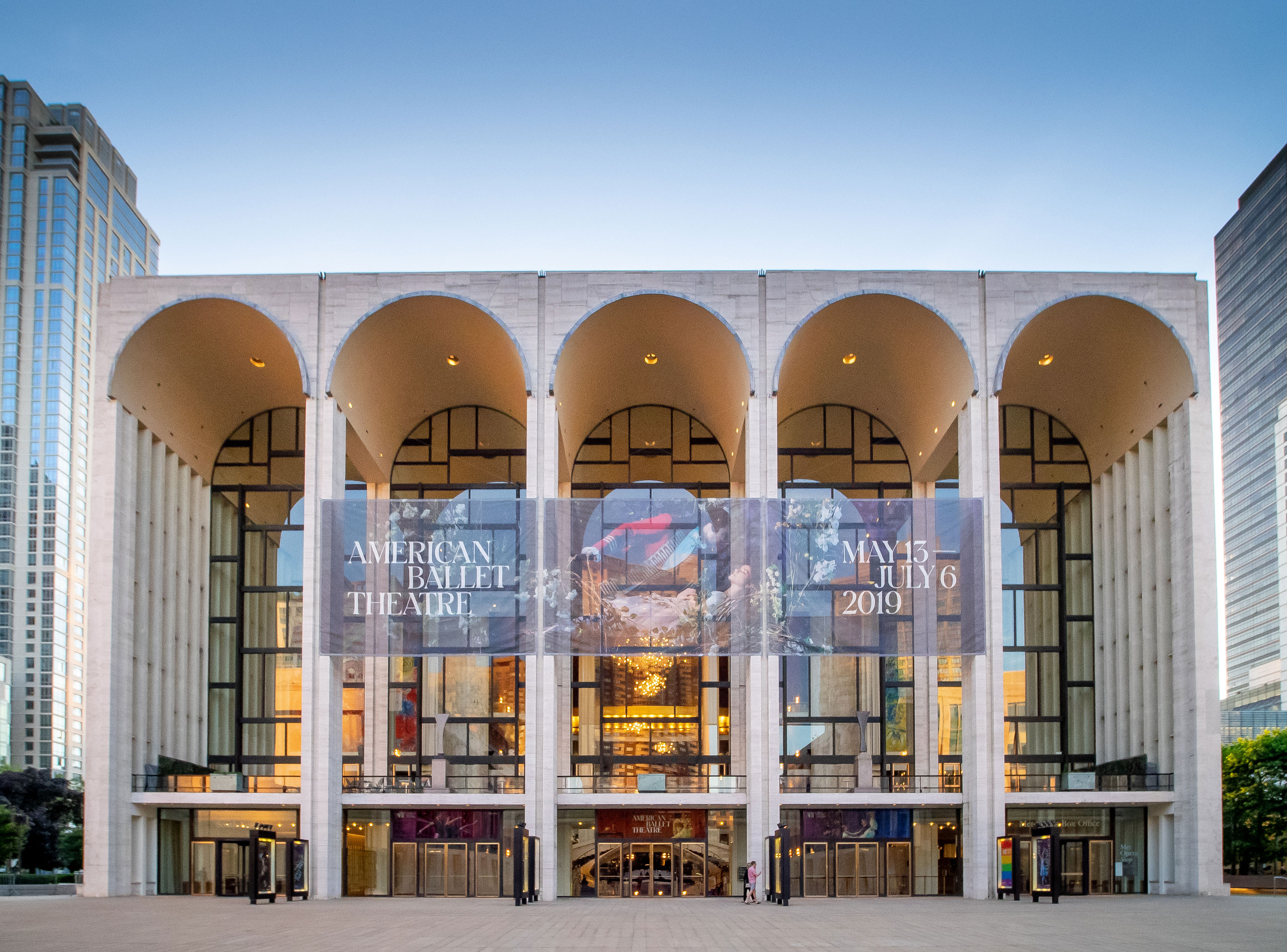
Le Metropolitan Opera de New York : 3800 places.

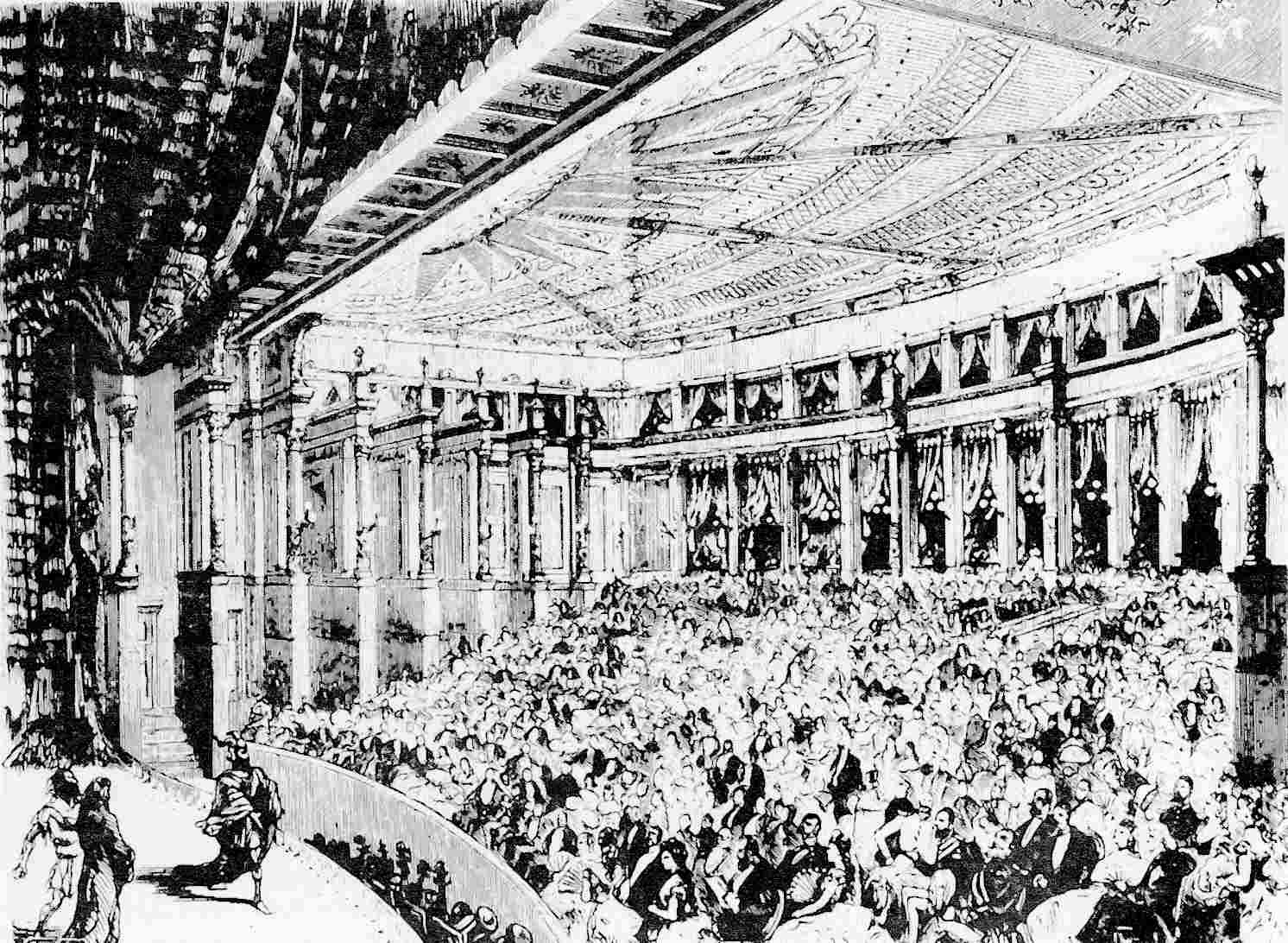
La fosse d'orchestre du Palais des festivals de Bayreuth est recouverte par la scène et dissimulée aux yeux du public

Écran de surtitres sur le cadre de scène de l'Opéra Garnier.

Conçus pour accueillir de grandes productions, les opéras sont souvent construits dans des dimensions importantes. La plupart des salles construites en Europe au XIXe siècle contiennent entre 1 500 et 3 000 places comme La Monnaie de Bruxelles (1 700 places après rénovations), le Théâtre d'opéra et de ballet d'Odessa (1 636), le Grand Théâtre de Varsovie (1 841 places pour la grande salle), l'Opéra Garnier à Paris (2 200), le Royal Opera House de Londres (2 268) ou l'Opéra d'État de Vienne (2 280 pour la nouvelle grande salle dont la capacité a été réduite). Les opéras modernes du XXe siècle sont encore plus vastes avec 3 800 places pour le Metropolitan Opera de New York, 3 146 pour le San Francisco Opera. D'autres opéras ont des capacités plus modestes comme La Fenice à Venise avec environ 1 000 places. L'Opéra Bastille de Paris dispose de 2745 places.
Traditionnellement, la grande salle est en forme de U, la dimension des côtés en déterminant la capacité. Elle est entourée de plusieurs étages de balcons complétés par des loges près de la scène. À partir de la seconde moitié du XIXe siècle, la fosse d'orchestre permet d'accueillir un effectif important de musiciens installés à un niveau légèrement plus bas que le public pour ne pas masquer les voix. Cette disposition est exacerbée au Palais des festivals de Bayreuth où la fosse est complètement recouverte par la scène et dissimulée aux yeux du public.
Le nombre de chanteurs solistes et l'effectif du chœur, du ballet et de l'orchestre sont plus ou moins importants selon les œuvres. Ils peuvent atteindre des proportions considérables dans le répertoire romantique du « grand opéra » (Don Carlos), le répertoire russe (Boris Godounov) ou le répertoire wagnérien (L'Anneau du Nibelung). La troupe des chanteurs, lorsqu'il en existe encore une, le corps de ballet, l'effectif du chœur et de l'orchestre attachés à la maison d'opéra sont dans ce cas complétés par des artistes supplémentaires. Ces grandes productions demandent des installations que ne possèdent que les plus grandes maisons d'opéra : une scène suffisamment large et profonde pour permettre les mouvements de foule, des ateliers et magasins de costumes et de décors employant un nombre important de techniciens, des espaces de répétitions et de repos pour les artistes.
La scène des opéras les plus modernes ou les plus modernisés est hautement mécanisée. Des ascenseurs puissants permettent un changement rapide des décors les plus lourds. Au Metropolitan Opera de New York par exemple les décors sont changés à la vue du public pendant que les chanteurs montent ou descendent en chantant comme dans la production d'Aïda ou celle des Contes d'Hoffmann. Au Royal Opera House de Londres, remodelé à la fin des années 1990, la grande salle originale de 1858 a été conservée mais elle a été pourvue de nouvelles coulisses et complétée par des espaces de représentations et des espaces publics supplémentaires. Le même type de transformations a été opéré à La Scala de Milan entre 2002 et 2004.
Alors que les technologies les plus avancées sont utilisées dans le domaine des décors ou des lumières, la conception acoustique des opéras et la technique des chanteurs ne nécessitent pas de système d'amplification, le son de la voix et des instruments étant naturellement et également projeté vers tous les points les plus éloignés ou les plus hauts de la salle. Les œuvres sont la plupart du temps chantées dans leur langue originale quel que soit le pays dans lequel elles sont représentées. La compréhension du texte par le public est facilitée par un système de surtitrage projetant la traduction dans la langue du pays sur un écran situé le plus souvent au-dessus ou sur les côtés de la scène. Certains opéras ont récemment adopté le système du livret électronique (en) individuel offrant des traductions en plusieurs langues. Fixé à l'arrière des sièges il permet de ne pas interférer avec l'aspect visuel du spectacle.